# Intervall (musik)
Intervall är inom musiken avståndet i tonhöjd mellan två toner. Det namnges efter avståendet från en viss ton till en annan viss ton uppåt eller nedåt; kvartintervall är avståndet från ton ett till ton fyra (uppåt/nedåt), kvintintervall är avståndet från ton ett till ton fem (uppåt/nedåt). Ordet kommer från latinets intervallum som betyder "mellanrum". De enskilda intervallens namn är försvenskade varianter av latinska räkneord. De benämner antalet toner i en diatonisk skala från intervallets lägsta till dess högsta ton. Varje intervall svarar mot ett visst förhållande mellan tonernas frekvens. Det kan identifieras med förhållandet mellan två toner i den harmoniska deltonserien som är en harmonisk talföljd. Observera att "intervall" aldrig betecknar tidsförhållanden inom musiken.

## Olika sorters intervall
Eftersom den mänskliga tonuppfattningen är periodisk, uppfattas toner i vissa intervall som likartade eller besläktade. Dessa intervall kallas brett för rena intervall (mer om detta nedan). Det renaste intervallet näst primen anses vara oktaven, vars toner har frekvensförhållandet 2:1. Dessa toner uppfattas som om de hade "samma" höjd, och de kallas därför unisona (av medeltidslatinets unisonus, entonig, toner som klingar som en enda). Oktaven utgör även intervallet mellan första och andra deltonen i den harmoniska deltonserien, och den övre tonen delar alla sina deltoner i sitt harmoniska spektrum med den undre.
Andra viktiga intervall är kvinten, som har frekvensförhållandet 3:2 (i ren stämning, se nedan) och utgör intervallet mellan andra och tredje deltonen i den harmoniska deltonserien; samt tersen, med förhållandet 5:4 (stor) respektive 6:5 (liten), som är grunden för dur- och molltonalitet.
Intervallens egenskaper är grunden för hur såväl tonsystem, skalor som harmonier konstrueras. En teoretisk komplikation är att intervallens förhållanden inte alltid går jämnt ut. Exempelvis borde en stapling av 12 kvinter på varandra ge upphov till samma intervall som sju oktaver, men det blir i själva verket något lägre (se Pythagoras komma för beräkningen). Dessa skillnader elimineras i tempererade tonsystem genom små jämkningar av intervallen.

## Lista på intervall
- Prim
- Sekund
- Ters
- Kvart
- Tritonus
- Kvint
- Sext
- Septima
- Oktav
- Nona (oktav+sekund)
- Decima (oktav+ters)
- Undecima (oktav+kvart)
- Duodecima (oktav+kvint)
- Tredecima (oktav+sext)

Intervallen prim, kvart, kvint och oktav kallas i sin grundform för rena. Om en av tonerna höjs eller sänks ett halvtonsteg så att avståndet mellan tonerna blir större kallas intervallet överstigande. Om en av tonerna höjs eller sänks ett halvtonsteg så att avståndet mellan tonerna blir mindre kallas intervallet förminskat. Primen kan endast vara ren eller överstigande – aldrig förminskad; oavsett vilken av tonerna som sänks eller höjs blir avståndet mellan dem aldrig mindre. Sekund, ters, sext och septima (samt dessa intervalls oktavtranspositioner) är i stället antingen stora eller små. Om avståndet mellan tonerna i ett stort intervall ökas med ytterligare ett halvtonsteg kallas intervallet för överstigande (till exempel överstigande sekund, tre halvtonsteg, c-diss). Om avståndet mellan tonerna i ett litet intervall minskas med ytterligare ett halvtonsteg kallas intervallet förminskat (till exempel förminskad sekund, noll halvtonsteg, c-dessess). Avståndet mellan tonerna i ett förminskat eller överstigande intervall kan ökas eller minskas ytterligare. Intervallet kallas då dubbelförminskat eller dubbelöverstigande och så vidare.